# Hypnum gebhardii
Hypnum gebhardii är en bladmossart som beskrevs av Sprengel 1807. Hypnum gebhardii ingår i släktet flätmossor, och familjen Hypnaceae. Inga underarter finns listade i Catalogue of Life.